# René Robert
René Robert   (Friburg, 4 de març de 1936 - 14è districte de París, 20 de gener de 2022) va ser un fotògraf suís conegut pels seus retrats d'artistes del flamenc.
Va descobrir la fotografia als 12 anys. Va estudiar tres anys a Lausana per començar a treballar per una agència de premsa a Ginebra. A mitjan de la dècada de 1960, es va traslladar a París. Va retratar ballant a Camarón, Paco de Lucía, Manolo Martón, Aurora Vargas i María del Mar Moreno, entre d'altres. El 2001 va publicar La rage & la grâce, les flamencos i el 2003 Flamenco attitudes. El 2015 va exposar «Un itinéraire en flamenco» al Carré d'Art, Nimes. El 2017 a la Third Biennial of Flamenco Art en el Palau de Chaillot, París. El 2018 «Chaillot, mémoire de la danse» en el Palau de Chaillot, i el 2019 «La caméra au rythme du flamenco» a l'Espace Cosmopolis de Nantes.
Va morir el 20 de gener de 2022, a l'edat de 85 anys, d'una hipotèrmia extrema després de caure a la plaça de la República (en francès, place de la République) de París i estar nou hores ajagut sense que ningú l'ajudés.